# Ice Academy of Montreal
Ice Academy of Montreal (сокращённо I.AM, с англ. — «Монреальская ледовая академия» или «Ледовая академия Монреаля») — канадская частная спортивная организация, в которой специализируются на обучении и тренировках танцам на льду, одной из дисциплин фигурного катания.
Академия была создана в 2014 году Мари-Франс Дюбрёй, Патрисом Лозоном и Роменом Агеноэром. Главный кампус располагается в Монреале, Квебек, Канада. Дополнительный филиал был открыт в Онтарио, с 2021 года  его возглавляет трёхкратный олимпийский чемпион Скотт Моир.
В 2022 году Associated Press назвал Монреальскую академию «самой доминирующей школой фигурного катания». На Олимпиаде 2022 года Академию представляли 11 из 23 танцевальных пар, включая Габриэлу Пападакис и Гийома Сизерона, которые стали олимпийскими чемпионами.

## История
В 2007 году канадские фигуристы, танцоры на льду Мари-Франс Дюбрёй и Патрис Лозон завершили соревновательную карьеру. За время карьеры они дважды участвовали в Олимпийских играх (2002, 2006), были серебряными призёрами чемпионата мира (2006, 2007) и пятикратными чемпионами Канады (2000, 2004—2007).
По завершении карьеры супруги Дюбрёй и Лозон начали тренировать. Вместе с тем они желали создать собственную школу танцев на льду, где фигуристы со всего мира могли бы работать и учиться друг у друга. Как отмечено в публикации Time, это была нетипичная идея для мира фигурного катания, в котором тренеры мирового класса, как правило, ведут лишь один элитный дуэт, а обучение более чем одной звёздной пары порождает зависть, конфликты, а также соперничество в негативном ключе.
В 2014 году Дюбрёй, Лозоном и французским тренером Роменом Агеноэром была основа Монреальская ледовая академия («Монреаль»). На Олимпийских играх 2014 года под их руководством участвовала одна единственная танцевальная пара.
В 2016 году в спорт вернулись олимпийские чемпионы (2010), серебряные призёры Олимпийских игр (2014) Тесса Вертью и Скотт Моир. Бывшие ученики мичиганской группы Марины Зуевой перешли в «Монреаль», где начали подготовку к новому сезону. На Олимпиаде 2018 года они стали победителями, а другие ученики Академии, Габриэла Пападакис и Гийом Сизерон, получили серебряные награды. Действующие чемпионы США, также тренировавшиеся в «Монреале», — Мэдисон Хаббелл и Закари Донохью — финишировали четвёртыми на тех Играх. На Олимпиаде 2018 года «Монреаль» представляли в общей сложности четыре дуэта.
После неудовлетворительного выступления на Олимпийских играх 2018 года в «Монреаль» из Мичигана переехали главные конкуренты Хаббелл и Донохью по сборной США — Мэдисон Чок и Эван Бейтс. «Мы хотели быть среди лучших и каждый день тренироваться бок о бок с нашими основными соперниками», — мотивировала переезд Чок. В том же году за Чок и Бейтсом последовали Кейтлин Хавайек и Жан-Люк Бейкер, ранее также катавшиеся в Мичигане.
В 2021 году Скотт Моир, завершивший соревновательную карьеру и ставший тренером, возглавил филиал Монреальской академии, расположенный на юго-западе провинции Онтарио.
К Олимпийским играм 2022 года Монреальская академия подходила в статусе «самой доминирующей школы фигурного катания» по версии Associated Press. На Олимпиаде 2022 года 11 из 23 пар, участвовавших в танцевальном турнире, были представителями «Монреаля», включая чемпионов Пападакис / Сизерона и бронзовых призёров Хаббелл / Донохью.

## Руководство
Данные приведены по состоянию на 12 сентября 2023 года. Источник — iceacademyofmontreal.com.
| Имя                  | Оригинал имени        | Должность                                |
| -------------------- | --------------------- | ---------------------------------------- |
| Мари-Франс Дюбрёй    | Marie-France Dubreuil | Главный тренер                           |
| Патрис Лозон         | Patrice Lauzon        | Главный тренер                           |
| Ромен Агеноэр        | Romain Haguenauer     | Главный тренер                           |
| Паскаль Дени         | Pascal Denis          | Тренер                                   |
| Жозе Пише            | Josée Piché           | Тренер                                   |
| Бенжамен Бризбуа     | Benjamin Brisebois    | Тренер                                   |
| Жинетт Курнуайе      | Ginette Cournoyer     | Тренер по танцам                         |
| Самюэль Шуинар       | Samuel Chouinard      | Тренер по танцам                         |
| Ева Айрапетян        | Eva Airapetian        | Тренер по танцам                         |
| Эмили Жоссе          | Emilie Josset         | Тренер по танцам и актёрскому мастерству |
| Себастьен Сольдевила | Sébastien Soldevila   | Тренер по поддержкам                     |
| Эмили Боннаво        | Emilie Bonnavaud      | Тренер по поддержкам                     |